# Психосемантика
Психосемантика (от др.-греч. ψυχή «душа; характер» + σημαντιϰός «обозначающий»)— область психологии, исследующая происхождение, строение, формирование и функционирование системы значений индивидуального или коллективного субъекта. Обладает междисциплинарностью, пересекается с языкознанием, философией, культурологией, социологией. Психосемантика, используя различные методы сбора и интерпретации информации, исследует индивидуальные значения на уровне словесных конструкций, символов, коммуникаций, ритуалов и т. д.

## Задачи психосемантики
- Исследование форм представления значений в индивидуальном сознании: символы, образы, символические образы, а также знаковые, вербальные формы;
- Исследование связи между психологическими теориями и проблемами центральными для семантики и философии языка;
- Анализ влияния мотивационных факторов и эмоциональных состояний на систему значений субъекта;
- Реконструкция индивидуальных систем значений.

## Методы психосемантики
- Метод семантического дифференциала (Ч.Осгуд);
- Метод репертуарных решеток (Дж. Келли);
- Субъективное шкалирование;
- Ассоциативный эксперимент;
- Контент-анализ;
- Построение семантических сетей;
- Семантический радикал А.Лурии;
- Множественная идентификация В.Ф.Петренко;
- Атрибутирование и мотивирование В.Ф.Петренко.

## Экспериментальная психосемантика
Экспериментальная психосемантика берет свое начало от конструирования семантических пространств с помощью метода семантического дифференциала Ч. Осгуда и техники репертуарных решеток Дж. Келли. Она включает в себя статистические методы выявления категориальной структуры сознания субъекта, использует методологию построения субъективных семантических пространств и имеет целью реконструировать образ мира в различных сферах человеческой жизни, в частности, социальные представления. Российская психосемантика основана на методологической основе школ  Л.С. Выготского,  А.Н. Леонтьева, А.Р. Лурия, С.Л. Рубинштейна и связана с проблемой повседневного обыденного сознания.

## Психосемантический подход в психологии

### Социальная психология
Психосемантический подход позволяет реконструировать социальные представления групп населения. Является методом исследования политических и социокультурных проблем, поскольку позволяет объяснить неявные стереотипы, которые трудны для диагностики из-за нечеткого представления политических тем в сознании и социальной желательности. В таких ситуациях, исследователи могут использовать проективные методы. Но когда требуется анализировать мысленное представление группы людей в целом, нужны более стандартизированные и простые количественные методики. Психосемантика использует различные методы сбора информации, а затем применяет статистические методы для сравнения отдельных политических значений и объединения их в более полную картину.

### Психология личности
Психосемантический подход к изучению личности реализует «субъективную» парадигму в понимании другого. Значимая интерпретация выявленных структур неизбежно требует, чтобы исследователь воспринимал мир глазами субъекта, прочувствовал его способы понимания мира. Реконструированная индивидуальная смысловая система задает специально ориентированную основу для эмпатического процесса и придает ему новые смысловые основания.
Психосемантический подход также позволяет очертить принципы типологии личности, где субъект рассматривается не как совокупность объективных характеристик в пространстве диагностических показателей, а как носитель определенного образа мира, индивидуальных смыслов и значений.